# Велосипедное колесо (Дюшан)
«Велосипедное колесо» (фр. Roue de bicyclette, англ. Bicycle Wheel) — реди-мейд французского и американского художника и теоретика искусства Марселя Дюшана, созданное им в 1913 году, ещё до появления этого термина, введённого им же в 1915 году. Инсталляция представляет собой переднее колесо, установленное верхней частью велосипедной вилки в сиденье деревянной табуретки. Оригинальная версия 1913 года и её авторское повторение, которое относят к 1916—1917 годам, были утеряны. В 1950—1960 годах по заказу художника было создано ещё несколько копий.
«Велосипедное колесо» является первым объектом такого рода в искусстве, выполненным способом реди-мейд, основоположником которой является Дюшан. Кроме того, это произведение расценивается как первый пример кинетического искусства.

## История
Реди-мейд (англ. ready-made от ready «готовый» и made «сделанный») — течение разных видов авангардного искусства, в котором некоторые объекты или тексты, изначально созданные не с художественными целями, преобразуются автором в собственное произведение посредством помещения в новый, неожиданный контекст. Само название и суть подобных инсталляций «свидетельствуют о том, что такие произведения не являются изобразительным искусством».
Основоположником течения и самого термина стал французский и американский художник и теоретик искусства Марсель Дюшан. Он считается одним из самых влиятельных художников XX века, а его творчество оказало влияние на формирование таких направлений в искусстве, как поп-арт, минимализм, концептуальное искусство и др.
Дюшан родился в 1887 году в Нормандии в семье с художественными традициями: его дед Эмиль Николя был художником и гравёром. Четверо из выживших детей впоследствии стали известными художниками: братья Марсель, Жак Вийон (Гастон Дюшан) и Раймон Дюшан-Вийон и их сестра Сюзанна Дюшан-Кротти. Их отец — обеспеченный нотариус — не препятствовал художественным наклонностям детей и на первых порах выплачивал им ежемесячную ренту. Первые живописные работы Марселя (пейзажи окрестностей в духе импрессионизма, рисунки) относятся к 1902 году. В 1904 году он приехал в Париж, поселился на Монмартре, пытался учиться в Академии Жюлиана, но бросил занятия. В 1907 году он снимает дом с мастерской в Нёйи, где проживает до начала 1913 года. В этот период он становится известен как карикатурист, сотрудничая с несколькими парижскими сатирическими журналами. Его рисунки, и особенно подписи к ним, насыщены игрой слов, розыгрышами, ребусами, что вообще станет очень характерным для его творчества.
Благодаря своим братьям Марсель познакомился с кубизмом, после чего присоединился к группе «Де Пюто». В 1910—1920-х годах Дюшан перешёл к радикальному авангардистскому поиску («Обнажённая, спускающаяся по лестнице», 1912; «Невеста, раздетая своими холостяками, одна в двух лицах», 1915—1923), который сблизил его с дадаизмом и сюрреализмом. Картина «Обнажённая, спускающаяся по лестнице» в 1912 году была отвергнута жюри выставки кубистов, что расценивается исследователями как событие, обусловившее независимую позицию Дюшана по отношению к художественным объединениям.
Его увлекают художественные поиски кубистов в области четвёртого измерения, а также интерес к проявлениям движения. Считается, что задумываться о новой технике в искусстве Дюшан начал в 1913 году, когда записал свою мысль по поводу того, можно ли создавать «произведения искусства, которые не были бы искусством». Ранее посетив с художником Фернаном Леже и скульптором Константином Бранкузи Салон воздухоплавания, Дюшан обратился к Бранкузи с вопросом: «Сможет ли кто-нибудь создать что-либо лучшее, чем этот пропеллер? Скажи, ты сможешь?» По поводу создания «Велосипедного колеса» Дюшан позже вспоминал: «В 1913 году мне пришла идея прикрепить велосипедное колесо к табуретке и посмотреть, как оно станет крутиться». По словам художника, первоначально он ещё не осознавал революционный характер своей творческой находки, так что это скорее можно объяснить «делом случая».
Термин «реди-мейд» возник у Дюшана около 1915 года, когда он жил и работал в Нью-Йорке. Он особо отмечал, что концепция реди-мейда не может быть вызвана «чувством эстетического удовольствия»: «Выбор зиждился на реакции визуального равнодушия при полном отсутствии хорошего или плохого вкуса… фактически полная анестезия». Он придавал большое значение лаконичности названий произведений, выполненных в данной технике, так как они должны были «увести мысли зрителя в другие, более вербальные области». Начиная с середины 1910-х годов Дюшан стал регулярно создавать и выставлять самые обыденные объекты, которые становились художественными произведениями вследствие того, что «зритель был вынужден смотреть на них в необычном контексте». В 1914 году он создал «Сушилку для бутылок», которую наряду с «Велосипедным колесом» позже отнёс к реди-мейдам «до создания термина» (фр. avant la lettre). При отъезде Дюшана в США эти две скульптуры остались в его мастерской на улице Сент-Ипполит в Париже, где он попросил навести порядок свою сестру Сюзанну, в связи с чем упоминает о них в письме к ней. Он создаёт в Нью-Йорке ещё несколько «готовых скульптур», а «Велосипедное колесо» воссоздаёт заново. Движение велосипедного колеса, которое он крутил, его успокаивало, и ему было приятно, что оно находится в мастерской: «Мне нравилось смотреть на него — так же, как на пляшущее пламя в камине. Движение колеса напоминало мне о горении огня». Также он охарактеризовал свои впечатления от этой скульптуры следующим образом: «Я, пожалуй, с большим удовольствием рассматривал бы движение колеса в качестве противоядия к привычным движениям человека вокруг созерцаемого объекта». Дюшан снимал в Нью-Йорке мастерскую с мужем Сюзанны художником Жаном Кротти, расположенную в небоскрёбе Линкольн-Аркейд-Билдинг. В ней в 1916—1917 годах он и выставил свои реди-мейды — «Велосипедное колесо», «Лопату для снега», «Западню» и «Вешалку для шляп». В 1917 году он создаёт из писсуара реди-мейд «Фонтан», являющийся наиболее известным его произведением. Оригинальная версия «Велосипедного колеса» 1913 года и её американское повторение, которое относят к 1916—1917 годам, были утеряны. Дюшан воссоздал ещё одну версию скульптуры в 1951 году, а в начале 1960-х годов по его заказу было создано ещё несколько копий.

## Значение
«Велосипедное колесо» расценивается не только как первый реди-мейд, но и как первый пример кинетического искусства. Британский учёный и художник-сюрреалист Десмонд Моррис, подчёркивая значение реди-мейдов Дюшана, характеризовал его как художника и антихудожника в одном лице, разрушившего традиционное искусство. Представляя публике свои творения, выполненные из обыденных, дешёвых предметов массового производства, он «превращал их в искусство благодаря контексту, но не их форме». На вопросы о том, что, помимо контекста, позволяет отнести его работы к произведениям искусства, Дюшан отвечал, что на них стоит его подпись и они выполнены в ограниченном количестве экземпляров. По мнению Морриса, отнесение реди-мейдов Дюшана к произведениям искусства бесповоротно поменяло концепцию и оценку творчества, которое ранее рассматривалось через традиционную шкалу ценностей профессионального признания художников: «Это новшество возвестило новый этап истории искусства, когда всё — от чистого холста до банок с фасолью, штабелей кирпичей, заспиртованных акул и неубранных кроватей — стало рассматриваться как потенциальное искусство».